# Valtenberg
Valtenberg (hornolužickosrbsky Sokolnik) je 586 m vysoký hřbet, nejvyšší vrchol saské části Šluknovské pahorkatiny. Vrchol se nachází na území obce Neukirch/Lausitz v zemském okrese Budyšín.

## Název
Ještě v 18. století se pro kopec používal název Falckenberg (česky Sokolí vrch), ze kterého se vyvinulo označení Valtenberg. Z původního německého pojmenování vznikl hornolužickosrbský název vrchu Sokolnik.

## Přírodní poměry
Valtenberg se nachází asi 2,5 km jihozápadně od obce Neukirch/Lausitz a 5 km severně od města Neustadt in Sachsen. Administrativně náleží třem obcím: Neukirch/Lausitz a Schmölln-Putzkau v zemském okrese Budyšín a Neustadtu in Sachsen v zemském okrese Saské Švýcarsko-Východní Krušné hory. Vrch leží v německé části Šluknovské pahorkatiny (Lausitzer Bergland) a její mesogeochoře Severní hornolužická vrchovina (Nördliches Oberlausitzer Bergland). Se svou nadmořskou výškou 586 m je 5. nejvyšším vrchem Šluknovské pahorkatiny a zároveň nejvyšším vrchem v její německé části. Na jižním svahu pramení ve staré štole říčka Wesenitz, která mezi městy Pirna a Heidenau ústí zprava do Labe. Vrchol a severozápadní svah je tvořen dvojslídým granodioritem, na úpatí se nachází lužický granodiorit. Vrch je zalesněný, převládá smrková monokultura. Valtenberg se nachází na západě chráněné krajinné oblasti Oberlausitzer Bergland a náleží k lesní oblasti Hohwald.

## Historie
V letech 1752–1762 probíhala na jižním svahu ve štole Valentin-Erbstolln am Falckenberge pokusná těžba křemene. Zavalený vchod do štoly je považován za pramen Wesenitze. Dne 1. července 1857 byla dokončena výstavba 22 m vysoké kamenné rozhledny, která byla postavena během 150 dnů podle plánů žitavského architekta Carla Augusta Schramma (1807–1869). Věž nese jméno krále Jana I. Saského (1801–1873). Roku 1859 shořela dřevěná horská chata s restaurací a následně ji nahradila nová kamenná stavba. Od roku 1864 stojí na vrcholu Valtenbergu stanoviště č. 6 prvního řádu Královské saské triangulace. Z tohoto důvodu byl na rozhledně vztyčen čtyřhranný měřicí sloupek. Roku 1865 poprvé navštívil rozhlednu král Jan I. Saský. Zásobování vodou si roku 1938 vyžádalo vyvrtání studny. Hostinec znovu vyhořel roku 1951 a následně byl obnoven. Současný hostinec Bergbaude Valtenberg byl otevřen roku 1977. Každoročně se zde slaví Nanebevstoupení Páně a Letnice.

## Výhledy
Rozhledna poskytuje výhled přes hornolužické kopce až k Žitavským horám, Labským pískovcům a k hřebeni Krušných hor. V dálce jsou vidět hřebeny Jizerských hor a Krkonoš.

## Turistika
Na vrchol Valtenbergu vede několik značených turistických stezek. Modře značená Oberlausitzer Bergweg (Hornolužická horská cesta), která spojuje všechny významné hornolužické kopce. Od nádraží Neukirch/Lausitz West vede na vrchol zelená a červená trasa, další značené trasy vedou přes jižní a východní svahy.

## Galerie

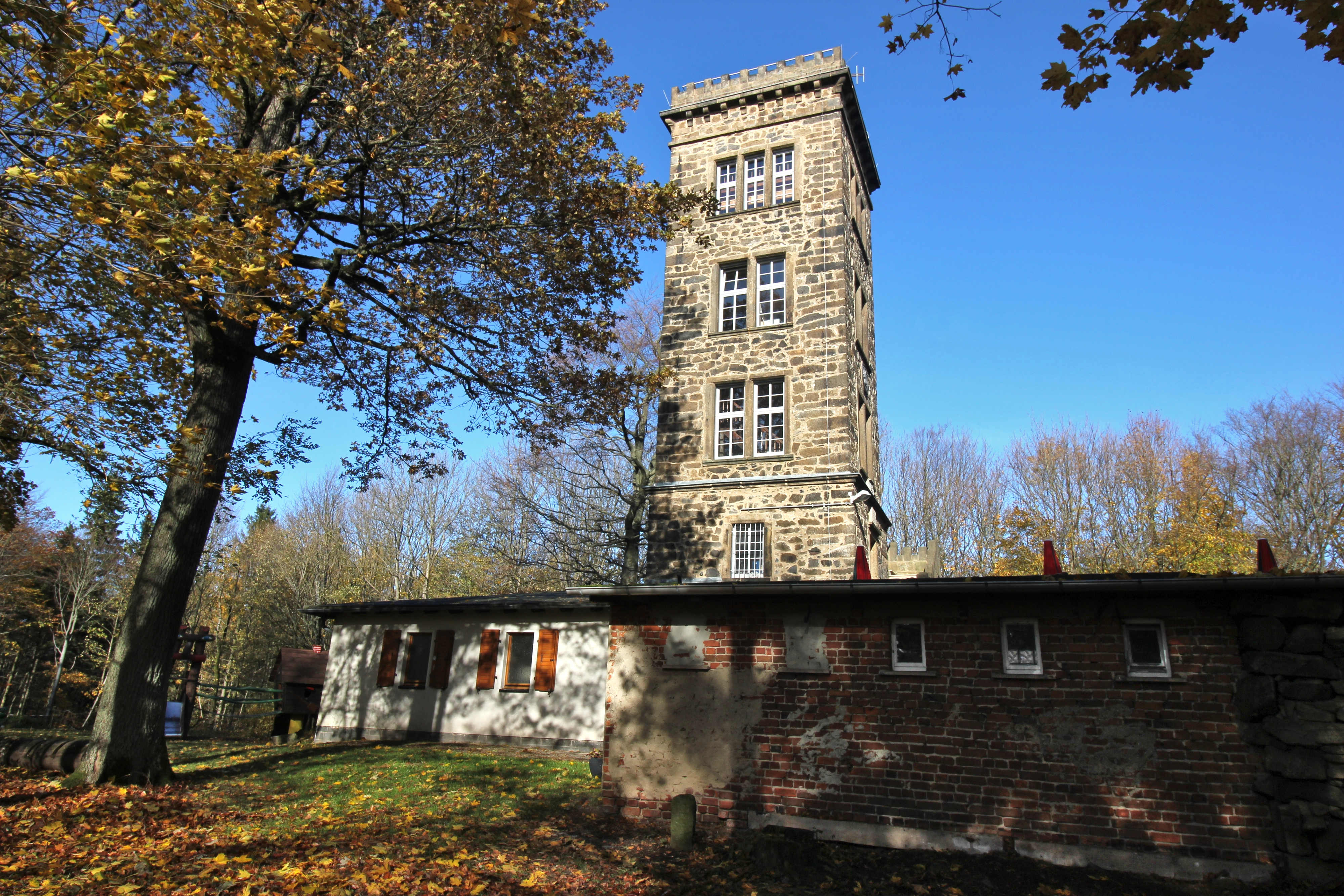
Věž krále Jana
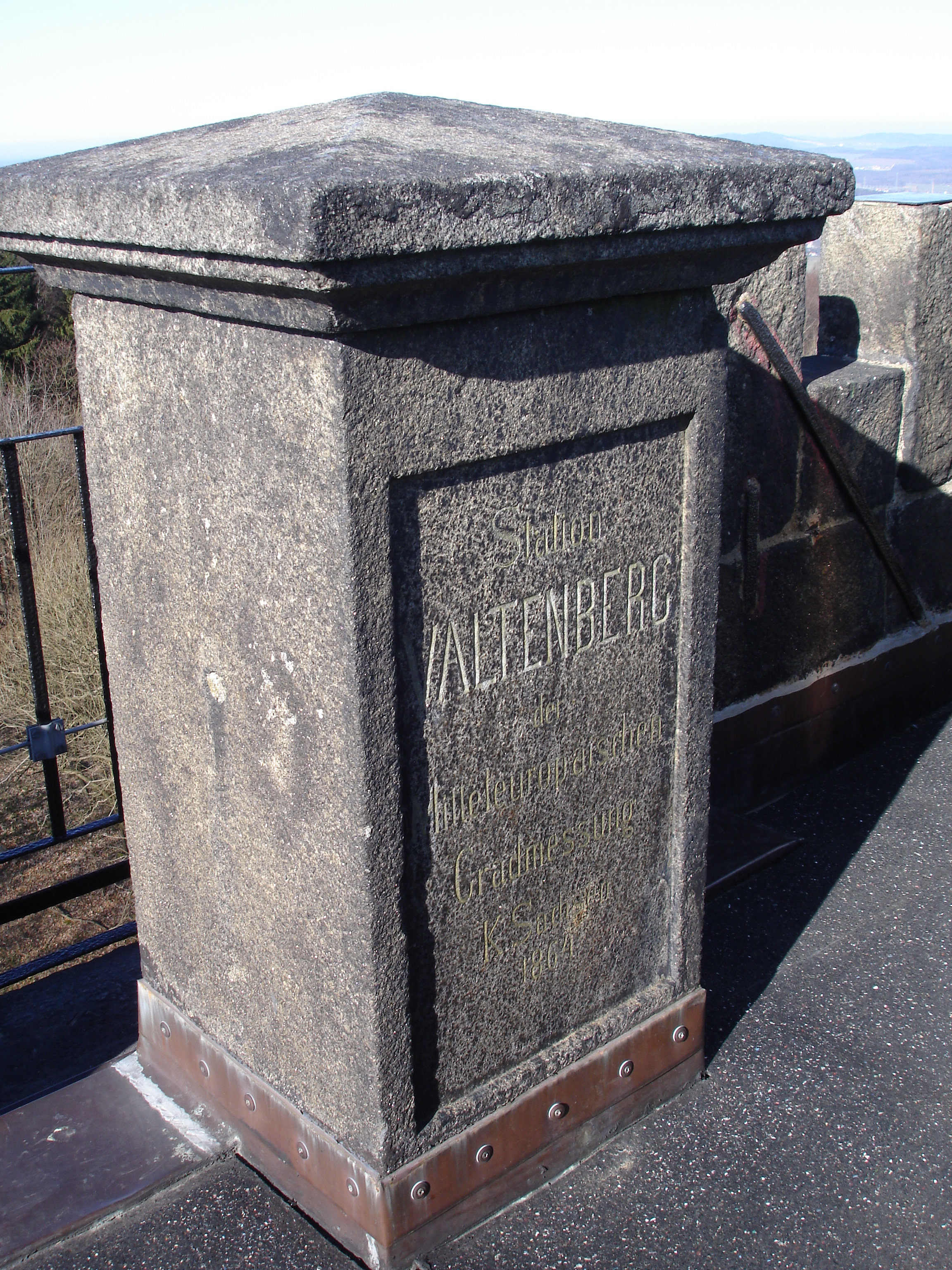
Měřicí sloupek na vrcholu věže
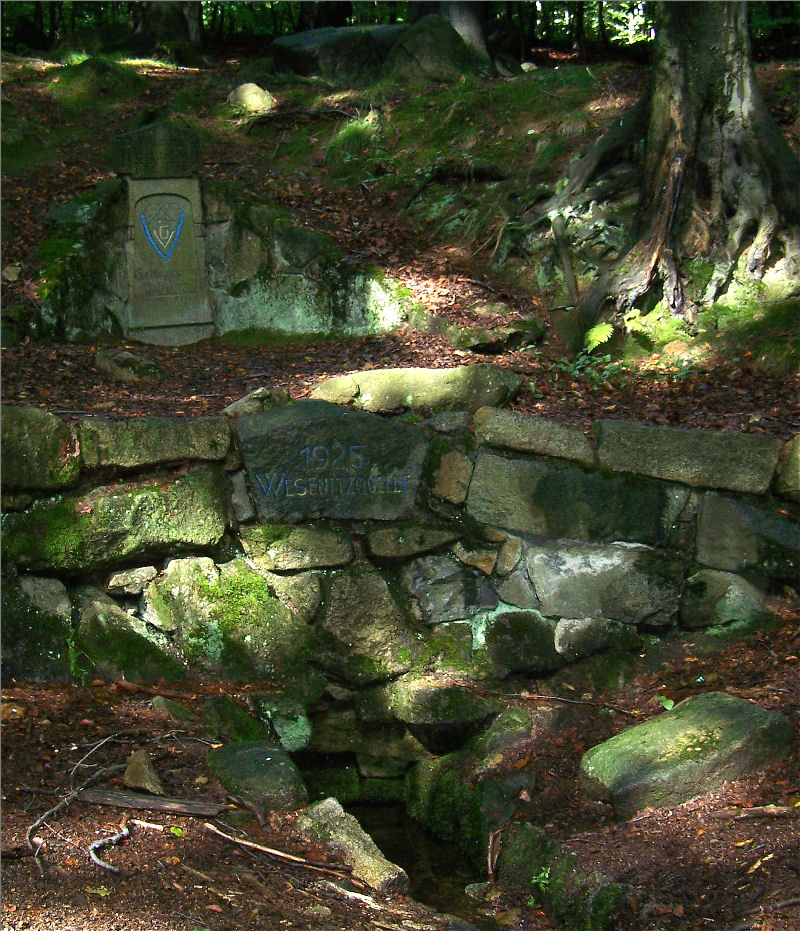
Pramen Wesenitze